# Skvamocelulární karcinom

postižený nos

Skvamocelulární karcinom (latinsky Epithelioma spinocellulare) nebo také spinaliom je jedním z nejčastějších nádorů jak u lidí, tak u domácích zvířat. Jedná se o maligní nádor vytvořený z dlaždicovitých (spinocelulárních) buněk kůže. Tyto buňky jsou jednou z vrstev epitelové tkáně. Takové nádory se mohou vyskytovat také na sliznici.

## Výskyt u člověka
Spinaliom neboli spinocelulární karcinom je asi 10krát méně častý než bazaliom. Vzniká u starších lidí zejména v místech vystavených UV zářením. Pokud začnou lidé používat solária před 25. rokem věku, zvyšuje se jejich riziko vzniku spinaliomu o více než 100 %.

## Onemocnění domácích zvířat
Predilekčním místem pro vytvoření skvamocelulárního karcinomu u koček je ušní boltec. Dále se objevuje například na jazyku.
U psů je tento karcinom hned po maligním melanomu druhým nejčastěji se vyskytujícím orálním nádorem.